# Rhopalizarius schmidti
Rhopalizarius schmidti är en skalbaggsart som beskrevs av Pierre Lepesme 1952. Rhopalizarius schmidti ingår i släktet Rhopalizarius och familjen långhorningar.
Artens utbredningsområde är Malawi. Inga underarter finns listade i Catalogue of Life.